# Rabanera del Pinar (kommunhuvudort)
Rabanera del Pinar är en kommunhuvudort i Spanien.   Den ligger i provinsen Provincia de Burgos och regionen Kastilien och Leon, i den centrala delen av landet, 170 km norr om huvudstaden Madrid. Rabanera del Pinar ligger 1 091 meter över havet och antalet invånare är 144.
Terrängen runt Rabanera del Pinar är platt åt sydväst, men åt nordost är den kuperad. Terrängen runt Rabanera del Pinar sluttar västerut. Runt Rabanera del Pinar är det glesbefolkat, med 9 invånare per kvadratkilometer. Närmaste större samhälle är Hontoria del Pinar, 5,8 km sydost om Rabanera del Pinar. I omgivningarna runt Rabanera del Pinar växer i huvudsak barrskog.